# Marktbreit
Marktbreit er en by i Landkreis Kitzingen i Regierungsbezirk Unterfranken i den tyske delstat Bayern. Den er administrationsby for Verwaltungsgemeinschaft Marktbreit. Byen ligger ved floden i det sydligste hjørne af Maindreieck. Den er fødeby for lægen, og opdageren af sygdommen han har lagt navn til, Alois Alzheimer.

## Geografi
Ved områdereformen 1978 blev landsbyen Gnodstadt fire kilometer væk med 600 indbyggere en del af kommunen Marktbreit.

### Seværdigheder
- Rådhuset der er sammenbygget med den gamle byport, opført 1587–1600
- Fragtkran fra 1784 der blev brugt til omladning mellem flod- og landtransport
- Slottet fra 1580 bygger af Ludwig von Seinsheim